# Tağılar
Tağılar è un comune dell'Azerbaigian situato nel distretto di Bərdə. Conta una popolazione di 277 abitanti.